# Bike (canción)
«Bike» es una canción por la banda británica de rock psicodélico Pink Floyd, y es incluida en su álbum debut The Piper at the Gates of Dawn en 1967.
En la canción, el tema lírico de Syd Barrett es mostrarle a una chica su bicicleta (que tomó prestada), una capa, un ratón sin hogar al que nombra "Gerald", y un clan de hombres de jengibre - porque ella "encaja en su mundo". Hacia el final de la canción, le ofrece ir a un "cuarto de melodías musicales". El verso final es seguido por una sección instrumental que puede ser referida como una pieza de música concreta: una combinación de osciladores, relojes, gongs, campanas, un violín, y otros sonidos editados con técnicas de grabación; es aparentemente el "otro cuarto", siguiendo la temática de la canción. El fin de la canción se desvanece con un sonido similar al de una risa maniaca con sonidos de ganso. La canción fue escrita para la entonces-novia de Barrett, Jenny Spires. Ella también es mencionada en la canción "Lucifer Sam", que también esta en The Piper at the Gates of Dawn.

## Versiones alternativas y en vivo
Aparece también en dos álbumes de recopilación de Pink Floyd: Relics (1971) y Echoes: The Best of Pink Floyd (2001). En ambos álbumes, es la pista final.

## Seguimiento enEchoes
En la recopilación Echoes, Bike sigue de High Hopes, que fue la última canción en The Division Bell y la última grabación de estudio por parte de la banda. "High Hopes" es al menos en parte un tributo a Barrett, haciendo yuxtaposición con "Bike", temáticamente apropiado. El seguimiento entre las dos canciones es logrado por transformar el efecto de sonido de las campanas distantes del final de High Hopes, al de una campana de bicicleta, para entrar directamente en Bike. Esto crea una repentina transición desde la melancolía de "High Hopes", al psicodélico surrealismo de "Bike".

## Reinterpretaciones
- Una reinterpretación de Bike por Harvette aparece en su tributo del 2003, A Fair Forgery of Pink Floyd.
- La banda japonesa P-Model hizo una reinterpretación de esta canción en su álbum de 1984 Another Game.
- Una reinterpretación de Bike por The Vindictives aparece en su álbum de 1996 Party Time for A$$holes.
- La banda Dream Balloons de Utah hizo una versión de baja fidelidad que puede ser apreciada en su myspace.

## Personal
- Syd Barrett - guitarras eléctricas, risa, voz principal en 2 pistas, efectos magnetofónicos
- Richard Wright - piano, piano preparado, armonio, celesta, violín, risa, voz de acompañamiento en 2 pistas, efectos magnetofónicos
- Roger Waters - bajo, risa, efectos magnetofónicos
- Nick Mason - batería, timbales, campanas, risa, efectos magnetofónicos